# Bartsiella rameauana
Bartsiella rameauana ist eine halbparasitäre Pflanzenart aus der Familie der Sommerwurzgewächse (Orobanchaceae). Sie ist die einzige Art der Gattung Bartsiella. Sie ist nahe verwandt mit der Gattung der Zahntroste (Odontites) und wird gelegentlich diesen zugerechnet. Der Gattungsname ehrt den deutschen Arzt und Botaniker Johann Bartsch (1709 – 1738).

## Beschreibung

### Vegetative Merkmale
Bartsiella rameauana ist eine 5 bis 15 cm hoch werdende, einjährige Pflanze. Der Stängel wächst niederliegend-aufsteigend oder aufrecht und wird an der Basis bis zu 0,9 mm dick. Er ist mit einfachen, weißlichen und borstigen Trichomen, sowie mit spärlich bis reichlich gestreuten, bis zu 0,5 mm langen Stieldrüsen besetzt. Die Köpfchen der Stieldrüsen sind ellipsoidisch geformt und bestehen aus vier bis acht (selten bis 16) Zellen. Der vegetative Teil der Pflanze besteht aus fünf bis neun Knoten, wovon aus bis zu drei Seitenäste entspringen können. Diese stehen in einem Winkel von 60 bis 90° sparrig ab.
Die Laubblätter haben eine Länge von 7 bis 14 mm und eine Breite von 1 bis 1,8 mm; sie sind borstig behaart, auf den oberen Blättern findet man teilweise Stieldrüsen. Die Ränder sind ganzrandig und etwas nach unten gerollt.

### Blütenstände und Blüten
Die deutlich vom vegetativen Teil der Pflanze abgesetzten Blütenstände bestehen aus 12 bis 16 Blüten. Sie sind zunächst 2 bis 4 cm lang und verlängern sich zur Fruchtreife auf bis zu 5,5 cm. Die Hemmzone zwischen vegetativen Teil und aufblühenden Blüten besteht aus einem bis fünf Knoten. Die Blüten sind von laubblattartigen, eiförmig-lanzettlichen und ganzrandigen Tragblättern begleitet. Sie sind mit einfachen borstigen Trichomen und Stieldrüsen besetzt.
Die Aufblühfolge der Blüten eines Blütenstandes ist von unten nach oben. Die Blüten sind selbstbefruchtend (autogam) und erreichen eine Länge von 8,5 bis 10 mm. Der Kelch ist zur Blütezeit 5,5 bis 6,5 mm lang, die Kelchblätter stehen auf etwa der Hälfte der Länge frei voneinander. Die Kelchzipfel sind schmal-dreieckig. Die Krone ist braun-violett gefärbt, etwas mehr als die Hälfte der Länge nimmt die 4,5 bis 6 mm lange Kronröhre ein. Der Übergang zwischen Kronröhre und Kronsaum ist dicht behaart. Der Kronsaum besteht aus einem 2,8 bis 3,8 mm langen Helm und einer 2,5 bis 3,2 mm langen Unterlippe. Die Unterlippe ist bis etwa zur Hälfte in drei Zipfel aufgespalten, an den Zipfelbuchten sowie am Rand der Zipfel finden sich viele Köpfchendrüsen.
Die vier Staubblätter stehen zum Teil im Helm verborgen. Das obere Paar besitzt Staubfäden mit einer Länge von 1,6 bis 2,2 mm, am unteren Paar sind sie 2,6 bis 3,5 mm lang. Alle Staubfäden sind papillös. Die Staubbeutel sind braun-violett gefärbt, haben eine Länge von 1,1 bis 1,6 mm und stehen im rechten Winkel zu den Staubfäden. Die Theken reißen über die gesamte Länge auf, sind am unteren Ende grannig zugespitzt, das obere Ende ist stumpf. Im unteren Teil sind sie dicht weißbärtig behaart, am oberen Ende stehen spiralartig geformte Haare. Die Pollenkörner haben eine Größe von etwa 29 × 35,2 µm, ihr Äquatorialquerschnitt ist kreisförmig, die Pollenkornwand (Exine) ist überall gleichmäßig dick und grob und unregelmäßig skulpturiert. Der Fruchtknoten bildet in zwei Fächern insgesamt zehn bis zwölf Samenanlagen. Die Narbe ist kopfig.

### Früchte und Samen
Die Frücht sind ellipsoidisch bis umgekehrt eiförmig geformte Kapseln, die eine Länge von 4,8 bis 5,3 mm und eine Breite von 2,5 bis 3 mm erreichen. Die Samen sind 1,3 bis 1,8 × 0,4 bis 0,6 mm groß.

## Vorkommen und Standorte
Bartsiella rameauana ist in Marokko, im Hohen und Mittleren Atlas-Gebirge verbreitet. Sie wächst in Höhenlagen zwischen 2800 und 3600 mm mit Zwerg- und Halbsträuchern vergesellschaftet in lückigen Dornpolster-Gariguen auf kompaktem Felsgrund.

## Botanische Geschichte
Die Art wurde 1932 von Louis Emberger als Odontites rameauanus erstbeschrieben. Markus Bolliger stellte sie 1996 vor allem auf Grund von Merkmalen der Behaarung und der Pollenstruktur in eine eigene Gattung Bartsiella. Eine weitere, 1953 als Odontites pseudo-granatensis beschriebene Art stellte er aufgrund unzureichender Herbarmaterialien zunächst als Synonym zu Bartsiella rameauana.